# Centrum Szkolenia Wojsk Lądowych Poznań

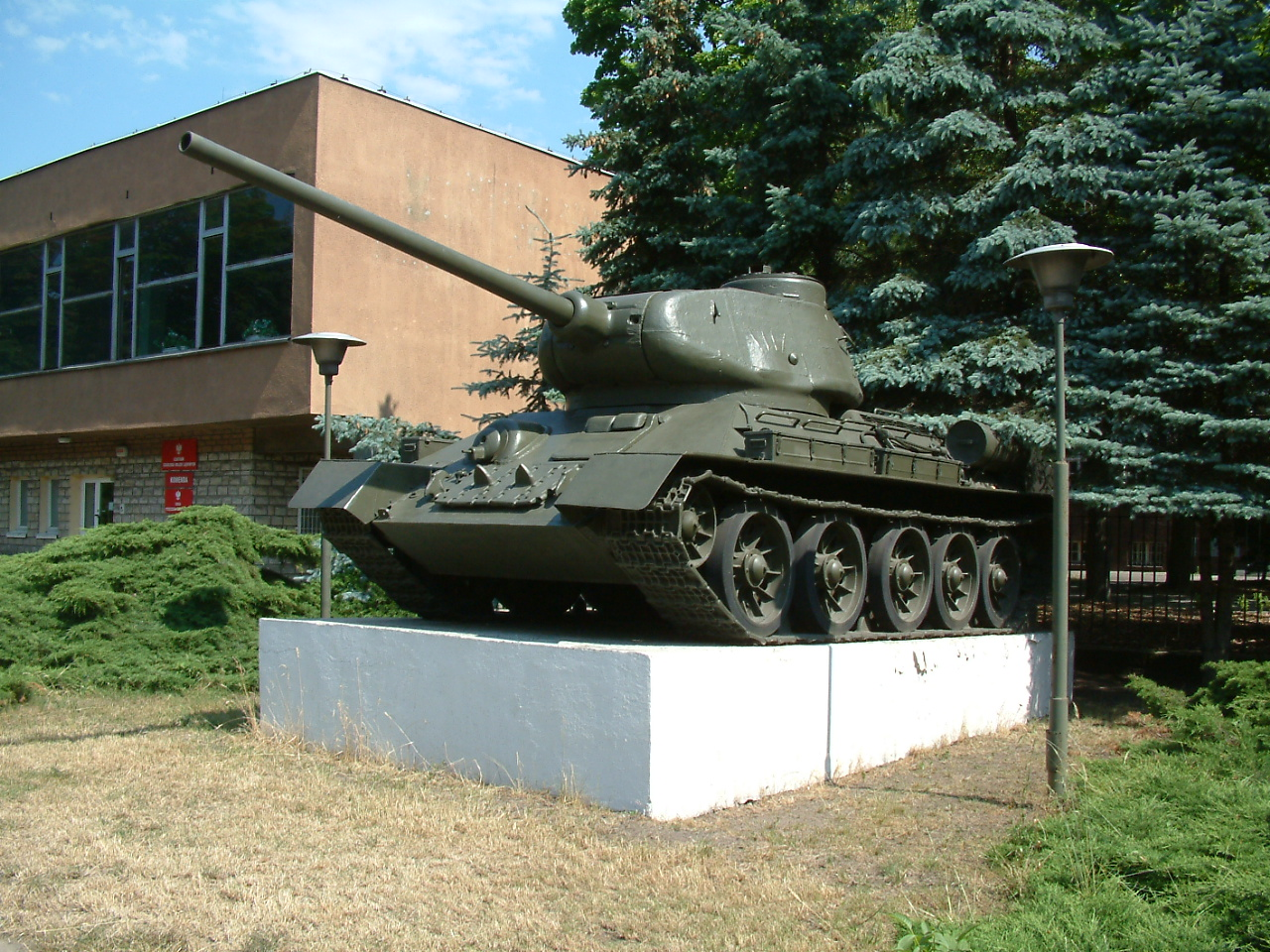
T-34/85 przed CSWL.

Centrum Szkolenia Wojsk Lądowych im. Hetmana Polnego Koronnego Stefana Czarnieckiego (CSWL) – ośrodek szkolenia wojskowego Sił Zbrojnych RP w Poznaniu.

## Historia

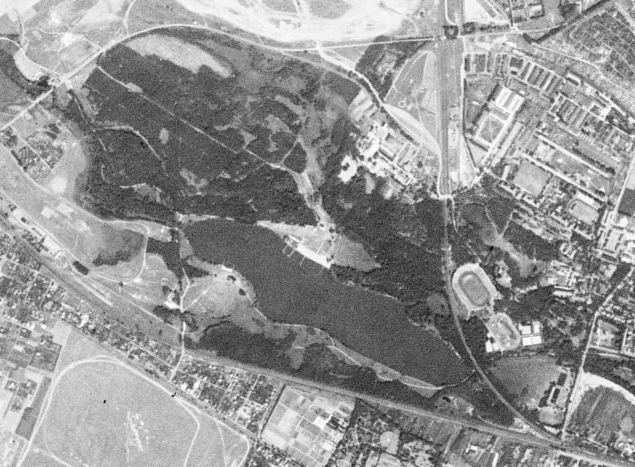
Golęcin sfotografowany przez amerykańskiego satelitę wywiadowczego, 23 sierpnia 1965 r. Zabudowania dzisiejszego CSWL widoczne po prawej, nad stadionem lekkoatletycznym TS Olimpia.

Centrum powstało 1 października 2002 po rozformowaniu Wyższej Szkoły Oficerskiej im. Stefana Czarnieckiego w Poznaniu. Podstawowym zadaniem Centrum jest kształcenie i wychowanie elewów Podoficerskiej Szkoły Zawodowej – kandydatów na żołnierzy zawodowych, elewów Szkoły Młodszych Specjalistów – żołnierzy zasadniczej służby wojskowej oraz podoficerów rezerwy, na potrzeby wojsk pancernych, zmechanizowanych, rozpoznania ogólnowojskowego, logistyki oraz (wówczas) Żandarmerii Wojskowej jak również przygotowanie specjalistyczne podchorążych Akademii Wojsk Lądowych we Wrocławiu. Centrum Szkolenia Wojsk Lądowych dziedziczy tradycje jednostek szkolnictwa wojskowego broni pancernej, służb logistyki oraz Żandarmerii Wojskowej od początków II Rzeczypospolitej, w tym szczególnie stacjonujących w garnizonie poznańskim i na terenie Wielkopolski.

## Struktura organizacyjna
- komenda
- szkoła podoficerska wojsk lądowych
- wydział personalny
- wydział dydaktyczny
- ośrodek szkolenia podstawowego
- ośrodek szkolenia specjalistycznego
- ośrodek doskonalenia oficerów
- ośrodek szkolenia kierowców
- patrol rozminowania
- sekcja BHP
- sekcja metodyki nauczania
- sekcja ochrony informacji niejawnych
- sekcja służby zdrowia
- sekcja wychowawcza
- batalion zabezpieczenia
- wojskowa straż pożarna

## Komendanci
- gen. Zdzisław Głuszczyk
- płk dypl. Piotr Kriese[3]
- płk dypl. Krzysztof Kuba
- płk Rafał Matera